# Brazilski cesarski muzej
Brazilski cesarski muzej (portugalsko Museu Imperial de Petrópoli) je muzej v zgodovinskem središču mesta Petrópolis v državi Rio de Janeiro v Braziliji. Je v cesarski palači Petrópolis, nekdanji poletni rezidenci cesarja Petra II. (vladal 1831–1889) in je bila zgrajena od leta 1845.
Muzej vključuje samo palačo, dele monarhične preteklosti Brazilije in začasno razstavno dvorano, posvečeno sodobni umetnosti. Je eden najbolj obiskanih muzejev – in je bil izbran za najboljši muzej – v državi.

## Zgodovina

### Stavba
Leta 1822 je cesar Peter I. Brazilski, ki je potoval v Vila Rica, Minas Gerais, da bi poiskal podporo za gibanje za neodvisnost Brazilije, bil očaran nad Atlantskim gozdom in blagim podnebjem gorate regije. Ostal je na posestvu padra Correie in celo ponudil za nakup. Soočen z lastnikovo zavrnitvijo je Peter I. leta 1830 kupil posestvo Córrego Seco, da bi ga nekega dne spremenil v palačo Concordia.
Po njegovi abdikaciji in odhodu na Portugalsko je posestvo ostalo kot dediščina njegovemu sinu, cesarju Petru II., ki bo tam zgradil svojo najljubšo poletno rezidenco.
Po naročilu Petra II. je bila čudovita neoklasicistična stavba zgrajena v začetku leta 1845 in je bila dokončana leta 1862. Za začetek gradnje je Peter II. 16. marca 1843 podpisal odlok o ustanovitvi mesta Petrópolis. Velik kontingent evropskih priseljencev, predvsem Nemcev, pod poveljstvom inženirja in nadzornika cesarske zakladnice, majorja Juliusa Friedricha Koelerja, je bil pooblaščen, da postavi mesto, zgradi palačo in kolonizira regijo.
Stavba je bila zgrajena s sredstvi cesarjevega osebnega darovanja in je imela izvirno zasnovo, ki jo je izdelal sam Koeler, po njegovi smrti pa jo je spremenil Cristoforo Bonini, ki je osrednjemu telesu dodal granitni portik. Za zaključek dela so najeli pomembna arhitekta, povezana s cesarsko akademijo lepih umetnosti: Joaquim Cândido Guillobel in José Maria Jacinto Rebelo, pri dekoraciji pa je sodeloval Manuel de Araújo Porto Alegre.
Kompleks je bil še v 1850-ih obogaten s parkom, ki ga je načrtoval in izdelal krajinar Jean-Baptiste Binot pod vodstvom mladega cesarja. Tla predsobe iz carrarskega marmorja in črnega marmorja iz Belgije so bila položena leta 1854, ostala tla in okvirji pa iz trdega lesa, kot so jacaranda, cedra, pau-saten in drugih iz različnih provinc cesarstva.
Štukature v jedilnicah, glasbenih sobah, cesaričinih sprejemnici, državni prostorih in spalnici njihovih veličanstev prispevajo k milosti in lepoti okolja palače, enega najpomembnejših arhitekturnih spomenikov v Braziliji.
Ko je bil položen temeljni kamen, je prišlo do izravnave območja, ki je bilo znano kot Morro da Santa Cruz; vse to je bilo financirano s skrbništvom cesarske hiše, kot je dejal Peter II., v svoji zasebni lasti se ne sme uporabljati državnega denarja.
V planu Petrópolisa, ki ga je izdelal Koeler, je označeno mesto palače v štirikotniku med Cesarsko in Cesaričino ulico. Na istem zemljišču so bili še drugi objekti, ki jih je nemogoče identificirati. Dela so se začela v desnem krilu palače, temelji pa so bili iz bližnjega kamnoloma. Voli so bili uporabljeni za »vlečenje zemlje, kamna in lesa«. Dela so se nadaljevala na levem traktu (ki je bil na začetku videti širši od desnega in je bil kasneje urejen) Sobrado, kjer so bili poleg prostorov pripravljeni glavni vhodi v palačo. Vse sobe so bile okrašene in opremljene z lepim štukaturo in pohištvom.

### Parki
Pod osebnim vodstvom cesarja je leta 1854 pariški krajinar Jean Baptiste Binot zgradil park, ki obkroža palačo.
S približno 100 vrstami dreves in rož iz več kot 15 regij sveta (med drugim iz Mehike, Japonske, Argentine, Indije, Ekvadorja, Kitajske, Avstralije, Madagaskarja) in francoske trave park še vedno ohranja pokrajinske linije, tako z gredicami kot razporeditvijo rastlinskih vrst.
V zelenem pasu, ki obkroža palačo, rastejo eksotična drevesa, kot so bananovci in kadilna drevesa iz Madagaskarja, rože, kot so kamelije, jasmini, manake in cesarske rože. Kot dopolnitev so granitni podstavki, kjer so bili postavljeni doprsni kipi mitoloških oseb, tudi tri fontane in štirje vodnjaki. Med njimi Žabji vodnjak, od koder so prebivalci črpali vodo, saj so verjeli, da je boljša.
Prvi predstavljeni projekt je bil Glazioujev, tega uradnega krajinarja cesarja, ki je zasnoval vrtove Quinta da Boa Vista in več drugih parkov, vendar so ga zavrnili. Park je oblikoval Binot, prav tako Francoz. Še vedno je mogoče videti primitivno razporeditev, od afriških pandalov, avstralskih palm, kadilnih dreves itd. Park se je skozi čas spreminjal in manjšal, vendar ga je še vedno mogoče videti in ceniti.

### Republikanska doba
Z republikanskim državnim udarom 15. novembra 1889 je bila cesarska družina pregnana in izgnana v Evropo. Decembra istega leta je na Portugalskem umrla cesarica Teresa Cristina, dve leti pozneje, leta 1891, pa je v Parizu umrl cesar Peter II. Med letoma 1893 in 1908 je Isabel, brazilska cesarska princesa, kot edina dedinja dala v najem palačo Petrópolis šoli Notre Dame de Sion.
Nato je med letoma 1909 in 1939 v stavbi deloval kolegij sv. Vincencija Paulskega. V tem obdobju je bilo veliko pohištva in drugih predmetov prodanih ali razlaščenih. Predsednik Getúlio Vargas je 29. marca 1940 z odlokom-zakonom št. 2096 ustanovil Cesarski muzej.
Od takrat naprej je tehnična ekipa, ki jo je vodil sam Sodré, ki je postal prvi direktor muzeja, preučevala zgodovino stavbe in v različnih palačah locirala predmete, ki so pripadali cesarski družini, da bi ponazorili 19. stoletje in dni članov brazilske hiše Braganza. Projektu so se pridružili pomembni nacionalni zbiratelji, ki so podarili predmete zgodovinskega in umetnostnega pomena. Posledično je bil 16. marca 1943 slovesno odprt Cesarski muzej s pomembno zbirko del, povezanih z brazilskim cesarskim obdobjem, s slovesnostjo, ki je vključevala člane cesarske družine. V zadnjih sedmih desetletjih je zahvaljujoč velikodušnim donacijam več sto državljanov zbralo pomembne dokumentarne zbirke, bibliografske zbirke (mnoge iz Château d'Eu) in predmete, kar skupaj obsega zbirko skoraj 300.000 predmetov. Velik del notranjega okrasja je še vedno ohranjen, kot so tla iz žlahtnega kamna, štukature, lestenci in pohištvo, ki obnavljajo okolje.

## Muzej
Zbirka muzeja je sestavljena iz kosov, povezanih z brazilsko monarhijo, vključno s pohištvom, dokumenti, umetninami in osebnimi predmeti članov cesarske družine. V zbirki slik lahko izpostavimo Fala do Trono Pedra América, ki predstavlja cesarja Petra II. na odprtju generalne skupščine, in zadnji portret cesarja Petra I., ki ga je naslikal Simplício Rodrigues de Sá.
Posebej pomembni so cesarski dragulji, s krono Petra II., ki jo je ustvaril Carlos Marin posebej za posvetitev in kronanje mladega cesarja, takrat starega 15 let in krono Petra I., pa tudi več drugih redkih in dragocenih kosov, kot je zlato-bronasti in porcelanski obok, ki ga je francoski kralj Ludvik-Filip I. ponudil svojemu sinu Françoisu, princu Joinvilla, ob njegovi poroki z brazilsko princeso Francisco; zlata ogrlica, smaragdi in rubini z insignijami imperija, ki je pripadal cesarici Leopoldini, in ogrlica iz ametistov Domitile de Castro, markize Santosa, dar Petra I.
Zbirka je razdeljena na naslednja glavna področja:
- Jedilnica z bogatim pohištvom s podpisom F. Léger Jeanselme Père & Fils in posodo.
- Glasbena dvorana, v kateri so ohranjena glasbila, kot je zlata harfa, ki jo je izdelal Pleyel Wolff, psalter iz 18. stoletja, izdelan v Riu de Janeiru in v Angliji izdelan klavir Broadwood, ki naj bi po tradiciji pripadal cesarju Petru I., in spinet Mathiasa Bostena izdelan leta 1788, edini obstoječ na svetu tega avtorja.
- Državna dvorana, najpomembnejša v palači, kjer je Peter sprejemal uradne obiskovalce. Prestol, prvotno v palači Quinta da Boa Vista, je šele pozneje prišel v cesarski muzej, skupaj z okrasnimi predmeti, kot so vaze, porcelan iz Sèvresa, konzole in okrašena ogledala.
- Urad cesarja Petra II., kjer je cesar preživel večino dneva med znanstvenimi instrumenti in knjigami. Med drugimi predmeti je tam njegova luneto, prvi brazilski telefon, ki ga je prinesel iz ZDA, svoj ležalnik in več naslikanih portretov svoje družine.
- Prostori princes, ki ohranjajo prvotno okolje, v katerem sta živeli princesa Isabel in princesa Leopoldina, s pohištvom v slogu portugalskega kralja Jožefa I.
- Dnevna soba cesarice, kjer je Teresa Cristina zasebno sprejemala svoje prijatelje na pogovore in vezenje, s pripadajočim pohištvom.

### Knjižnica
Bogata knjižnica cesarskega muzeja hrani pomembno bibliografsko zbirko s približno 50 tisoč zvezki, specializirano za zgodovino (predvsem Brazilije v cesarskem obdobju), zgodovino Petrópolisa in umetnost na splošno.
Oddelek za redka dela vsebuje dragocene predmete, kot so izdaje iz 16. do 19. stoletja, periodične publikacije, partiture, iluminacije, rokopisi, ekslibrisi, poročila provinc in ministrstev ter zbirko zakonov cesarstva, ki skupaj obsega približno 8000 zvezkov. Od teh kosov jih je več pripadalo cesarski družini in prinašajo ročno napisane opombe, razkošne vezave in ilustracije.
Pomemben je tudi del knjig tujih popotnikov, ki so šli skozi Brazilijo v 18. in 19. stoletju, ki dokumentirajo več vidikov družbenega življenja in brazilske naravne krajine tistega časa, z deli Jean-Baptista Debreta, Rugendasa, Augustina Saint-Hilaireja, Maria Graham, Henry Koster, Louis Agassiz, Charles Darwin, Spix in Martius.

### Zgodovinski arhiv
Muzej ima zbirko več kot 250.000 izvirnih dokumentov iz 13. do 20. stoletja. Še posebej zanimiva je zbirka fotografij, ki dokumentirajo zgodovino in razvoj urbanih in krajinskih vidikov države Rio de Janeiro in mesta Petrópolis.
Več zasebnih zbirk bogati ta del, kot je João Lustosa da Cunha Paranaguá, 2. markiz Paranaguá; Ambrósio Leitão da Cunha, baron Mamoré; zbirka Barral-Monteferrat s korespondenco med cesarjem Petrom II. in grofico Barralsko; pomemben arhiv brazilske cesarske hiše in številni drugi.

### Projekti
- Program Visual Arts, v partnerstvu s FUNARTE, si prizadeva organizirati razstave, multidisciplinarne seminarje, tečaje in delavnice, da bi usposobili strokovnjake, usposobili novo občinstvo in razširili znanje širše javnosti. Prav tako želi razpravljati o vprašanjih, povezanih z muzeologijo, nacionalnimi zbirkami in razvojem sodobne vizualne umetnosti.
- Patrimonialno izobraževanje, večletni projekt muzeja, katerega namen je vzgajati odrasle in otroke o zavestnem prisvajanju in kritičnem vrednotenju svoje kulturne dediščine, krepiti občutek identitete in državljanstva. Ob financiranju tega projekta muzej izvaja vodene oglede, lutkovne gledališke delavnice za otroke, glasbene recitale iz 19. stoletja, ki rekonstruirajo duh aristokratskih serenad, in druge izobraževalne dejavnosti.
- DAMI (Projekt digitalizacije zbirke cesarskega muzeja) nudi brezplačne slike celotne zbirke cesarskega muzeja na internetu. Knjige, dokumenti in predmeti vseh vrst so skenirani in njihovi podatki so prikazani na strani projekta. Na voljo je že na tisoče predmetov in dokumentov za prenos.

## Galerija
- cesarska kočija cesarja Petra II.
- Št. 11 je bila uporabljena na železnici Leopoldina, ki je potekala med Riom de Janeirom in Petrópolisom.
- Škatla za prevoz, okrasil jo je Francisco Pedro do Amaral
- Kip cesarja Petra II.
- Stavba ponoči
- Portret cesarja Petra I., Simplícia Rodriguesa de Sá
- Konjeniški portret kraljice Carlote Joaquine, avtor Domingos Sequeira
- Stol s katerim so nosili lastnike sužnji